# Tagho
Tagho est une commune rurale située dans le département de Bagaré de la province du Passoré dans la région Nord au Burkina Faso.

## Géographie
Tagho est situé à 6 km au nord-ouest de Bagaré, le chef-lieu du département, et à environ 45 km à l'ouest du centre de Yako.

## Santé et éducation
Le centre de soins le plus proche de Tagho est le centre de santé et de promotion sociale (CSPS) de Bagaré tandis que le centre médical avec antenne chirurgicale (CMA) de la province se trouve à Yako.